# جرادة مالحة (فلم)
جرادة مالحة هو فيلم دراما مغربي صدر سنة 2021، من إخراج إدريس الروخ الذي شارك في كتابة السيناريو إلى جانب عدنان موحجة، الفيلم من إنتاج آدم مجدول، ومن بطولة منى الرميقي، وعدنان موحجة، وإدريس الروخ، وعبد الرحيم المنياري، وفاطمة الزهراء بناصر، وخنساء بطمة. طرح الفيلم بدور العرض السينمائية في المغرب بتاريخ 31 اغسطس 2022.
بدأ الفيلم جولة عروضه التجارية الخميس 24 فبراير، في دور العرض السعودية، ليكون أول فيلم مغربي يُعرض تجارياً في السينمات السعودية، ويتولى توزيع الفيلم وتسويقه في العالم العربي شركة MAD Solutions، بينما تمتلك رواد ميديا حقوق الفيلم تجارياً في المملكة العربية السعودية.

## ملخص القصة
يحكي الفيلم قصة رانيا، وهي شابة وقعت ضحية مؤامرة تهدف إلى التحكم والسيطرة، حيث وجدت نفسها في قلب تجربة يقودها أشخاص لأغراض خاصة سعوا من خلال بروتوكول كامل لتشكيل وخلق شخصية مطلوبة، فحرمت رانيا بسبب ذلك من حياتها وذكرياتها، وصارت لها حياة أخرى تتسم بالفوضى والاختناق والضياع، وتقرر الذهاب للبحث عن حياتها الحقيقية.

## طاقم التمثيل
- منى الرميقي بدور رانيا
- عدنان موحجة بدور حليم
- إدريس الروخ بدور إدريس
- عبد الرحيم المنياري بدور العياشي
- فاطمة الزهراء بناصر بدور ماريا
- خنساء بطمة بدور حفيظة

## جوائز وتشريفات
حصل الفيلم على جائزتين هما جائزة لجنة التحكيم لأفضل فيلم روائي من مهرجان تورونتو فيلم تشانل، وجائزة أفضل مخرج في مهرجان الإسكندرية لسينما البحر الأبيض المتوسط، بالإضافة لجولة عروض مميزة في مهرجانات عالمية منها مهرجان بافالو بالولايات المتحدة الأمريكية ومهرجان أمستردام ومهرجان الرباط لسينما المؤلف ومهرجان ديربان بجنوب إفريقيا ومهرجان مونتريال ومهرجان أبوجا السينمائي في نيجيريا والعديد من المهرجانات العربية والدولية.

## وصلات خارجية
- مقالات تستعمل روابط فنية بلا صلة مع ويكي بيانات